# 四氟肼
四氟肼（N2F4）在常温常压下是一种无色的活泼气体。它是肼的一种含氟衍生物，有剧毒，与有机化合物接触易爆炸。

## 制法
四氟肼可以由三氟化氮在铁等金属还原剂存在下制得：
{\displaystyle {\rm {\ 2NF_{3}+Fe\rightarrow N_{2}F_{4}+FeF_{2}}}}
三氟化氮与一氧化氮反应也可制得四氟肼，并产生亚硝酰氟：
{\displaystyle {\rm {\ 2NF_{3}+2NO{\xrightarrow {600^{o}C}}N_{2}F_{4}+2NOF}}}
這些反應利用了三氟化氮中N-F鍵比較弱的性質。

## 结构
四氟肼存在两种构象，能垒约为12.5kJ/mol。

## 性质
四氟肼与二氟化氮自由基处于分子-自由基平衡中：
{\displaystyle {\rm {\ N_{2}F_{4}\rightleftharpoons 2NF_{2}}}}·
常溫之下，四氟肼主要以二聚物存在，只有0.7%為二氟化氮自由基（壓力為 5 mmHg）；當溫度升至225°C時，則有99%為二氟化氮自由基。
二氟化氮自由基使得四氟肼在高温下略显深蓝色。正因为自由基的存在，使得四氟肼能发生许多相关的反应：
- 与一氧化氮偶联：

{\displaystyle {\rm {\ N_{2}F_{4}+2NO\rightleftharpoons 2NONF_{2}\rightleftharpoons 2NO+2NF_{2}}}}
- 自由基取代反应：

{\displaystyle {\rm {\ RCHO+N_{2}F_{4}\rightarrow RCONF_{2}+HNF_{2}}}}
由这类反应可制备含二氟氨基的高能化合物。
- 自由基加成反应，二氟氨基加在碳碳双键或三键的两端碳上。

四氟肼与水缓慢反应并产生肼和氟化氢：
{\displaystyle {\rm {\ N_{2}F_{4}+4H_{2}O\rightarrow N_{2}H_{4}+4HF+2O_{2}}}}
四氟肼可以用作火箭燃料中的高能液体氧化剂。这项应用于1959年时提出。
四氟肼也能与路易斯酸反应形成加合物，例如它与五氟化锑能形成N2F4·2SbF5和N2F4·3SbF5两种加合物。在低温下后者与二氧化硫反应能转换为前者。核磁共振表明，N2F4·2SbF5实际上是离子化合物N2F3+Sb2F11-。